# Епістемологічна перешкода
Епістемологічна перешкода (англ. obstacle epistemologique) — запозичені з минулого думка, уявлення або інтелектуальна звичка, що гальмують наукове пізнання або чинять внутрішній спротив його розвитку.
Приклади: У Жаклін Рюс знаходимо таке пояснення епістемологічної перешкоди:
| Коли ми досліджуємо психологічні умови поступу науки, то дуже скоро переконуємось у тому, що проблему наукового знання слід ставити в термінах перешкод. І йдеться не про те, щоб дослідити зовнішні перешкоди, такі, як складність і невловність явищ, і не про те, щоб послатися на слабкість людських чуттів і розуму: ні, проблеми виникають у самому акті пізнання, в самому його осередді — внаслідок певного роду функціональної необхідності плин думки уповільнюється, наштовхується на перепони. Саме там відкриємо ми причини застою і навіть регресу, саме там виявимо ми причини своєї інертності, які назвемо епістемолоґічними перешкодами. Пізнання реального — це світло, що його завжди відкидає якась частина темряви. Воно ніколи не буває безпосереднім і повним. Одкровення реального завжди мають рецидивний характер. Реальне ніколи не є тим, «чим ми його собі уявляємо», воно є тим, «чим ми його собі мислимо». Емпірична думка стає очевидною постфактум, коли апарат розуму вже повністю настроєний. Повертаючись у минуле, сповнене помилок, знаходять істину в процесі справжнього інтелектуального каяття. По суті, пізнають супроти попереднього знання, руйнуючи погано побудовані знання, долаючи те, що всередині самого розуму стоїть на перешкоді спіритуалізації. |